# 伊斯特波因特 (佛羅里達州)
伊斯特波因特（英語：Eastpoint）是位於美國佛羅里達州富蘭克林縣的一個人口普查指定地區。

## 地理
伊斯特波因特的座標為29°44′30″N 84°52′37″W / 29.74167°N 84.87694°W，而該地最高點為海拔高度2米（即7英尺）。

## 人口
根據2010年美國人口普查的數據，伊斯特波因特的面積為19平方千米，均爲陸地。當地共有人口2337人，而人口密度為每平方千米123人。